# Anna Helcel
Anna Helcel z domu Treutler von Traubenberg (ur. 1813, zm. 12 kwietnia 1880 w Krakowie) – filantropka, żona Ludwika Edwarda Helcla bankiera i wiceprezydenta Krakowa.

## Życiorys
Pochodziła ze spolonizowanej rodziny austriackiej zajmującej się handlem korzennym i winnym przybyłej do Krakowa z Moraw w 1760. Była jedyną spadkobierczynią ojca Karola Treutlera (1791-1866), jednego z najzamożniejszych kupców krakowskich, senatora Wolnego Miasta Krakowa. Należało do niej kilka dochodowych kamienic w Krakowie i  dobra ziemskie we wsi Dobranowice. W 1835 wyszła za mąż za Ludwika Edwarda Helcla, wraz z mężem zajęła się działalnością dobroczynną od 1836 działając w Arcybractwie Miłosierdzia. Małżeństwo nie posiadało dzieci, po śmierci męża została jedyną spadkobierczynią jego majątku. W znacznym stopniu sfinansowała wraz z Marceliną Czartoryską w 1876 założenie i budowę Szpitala św. Ludwika dla dzieci w Krakowie, w tym samym roku spisując testament przeznaczyła dużą część majątku na stworzenie Domu Ubogich im. Ludwika i Anny Helclów, prowadzonego przez Zgromadzenie Sióstr Miłosierdzia św. Wincentego a Paulo (Szarytki), istniejącego do dzisiaj. Egzekutorem testamentu i kuratorem Fundacji został Ludwik Szumańczowski.
Anna Helcel spoczywa na cmentarzu Rakowickim w Krakowie w ufundowanej wraz z mężem kaplicy Zmartwychwstania Pańskiego.